# 544541 Srholec
544541 Srholec è un asteroide della fascia principale. Scoperto nel 2011, presenta un'orbita caratterizzata da un semiasse maggiore pari a 2,9929800 au e da un'eccentricità di 0,1090640, inclinata di 9,86540° rispetto all'eclittica.